# 요코하마 시 중앙도서관

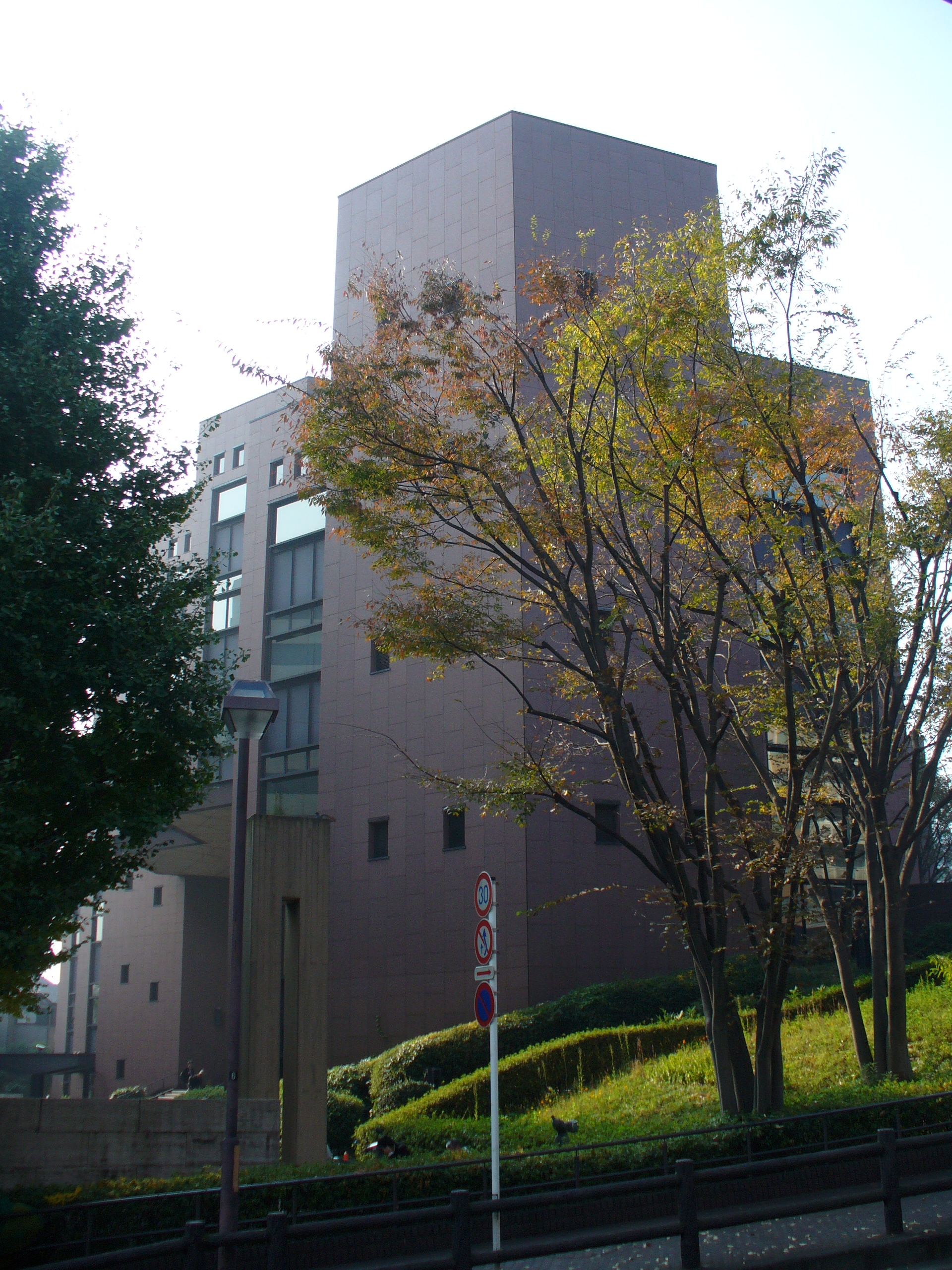
요코하마 시 중앙도서관

요코하마 시 중앙도서관(일본어: 横浜市中央図書館 요코하마시츄오토쇼칸[*])은 가나가와현 요코하마시 니시구에 위치한 공립 도서관이다. 시립 도서관 중 중앙 도서관에서는 책 소장 수가 오사카, 삿포로에 이어 2004년 3월 31일 기준으로, 일본에서 3번째로 큰 대형 도서관이다.